# Тен-Бур
Тен-Бур (нід. Ten Boer, нід. вимова: [tɛmˈbuːr] ( прослухати)) — село в нідерландській провінції Гронінген. Входить до муніципалітету Гронінген.
Його площа становить 9,06км², а населення станом на 2021 рік складало 4 645 осіб.
Перша згадка про населений пункт датується 1301 роком.
До 2019 року мало статус окремого муніципалітету.

## Галерея

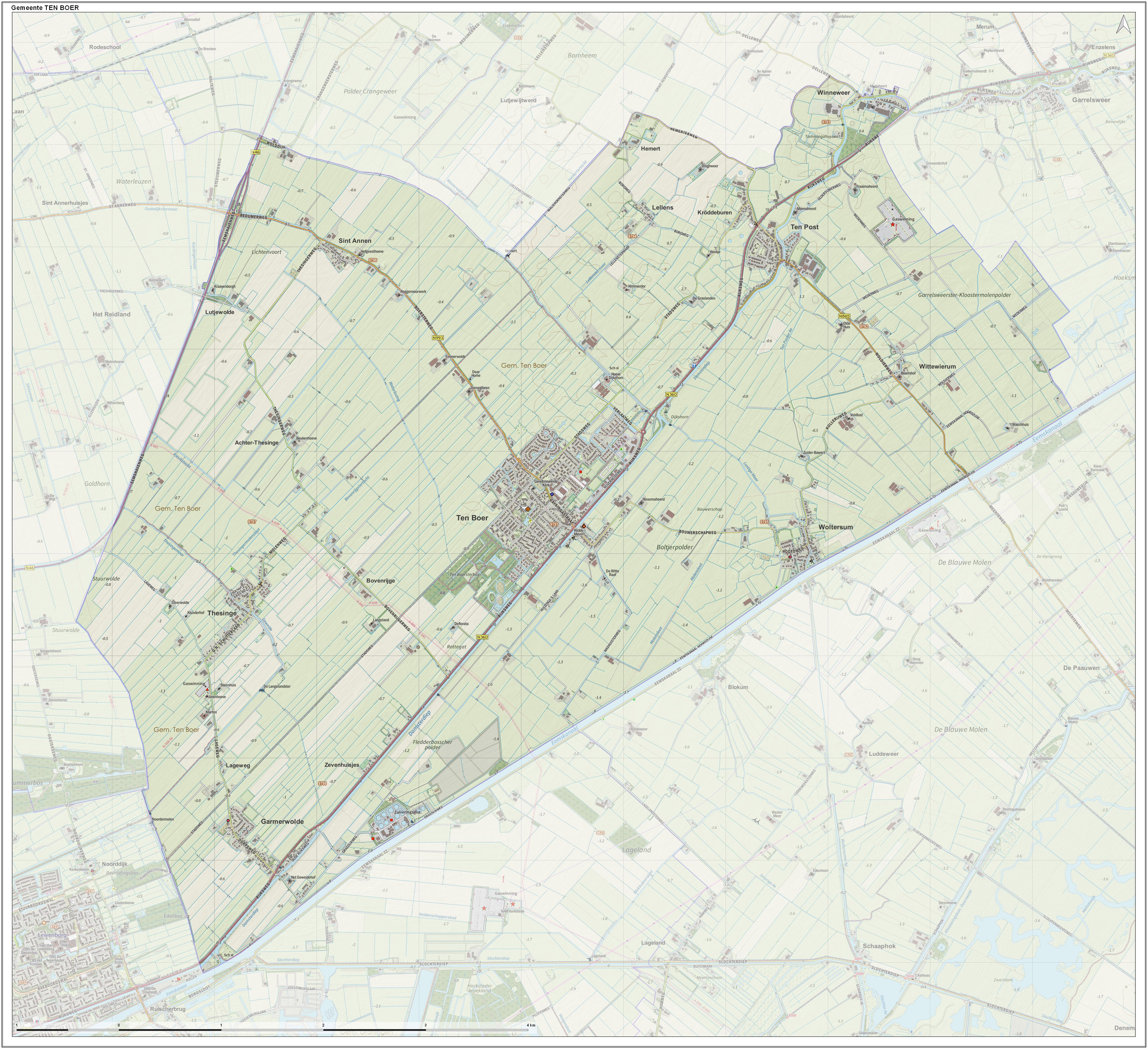
Топографічна мапа Тен-Бура, червень 2015
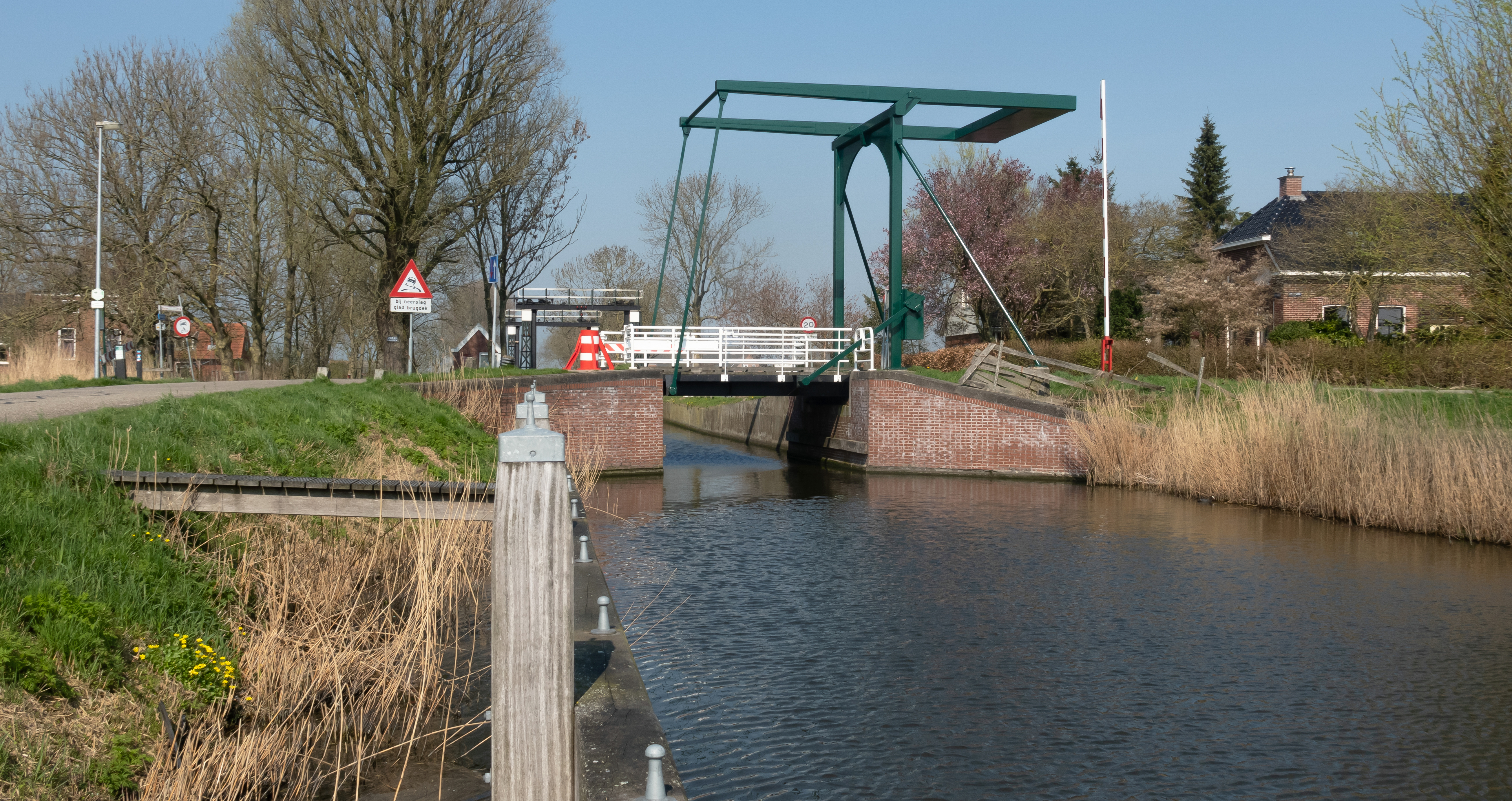
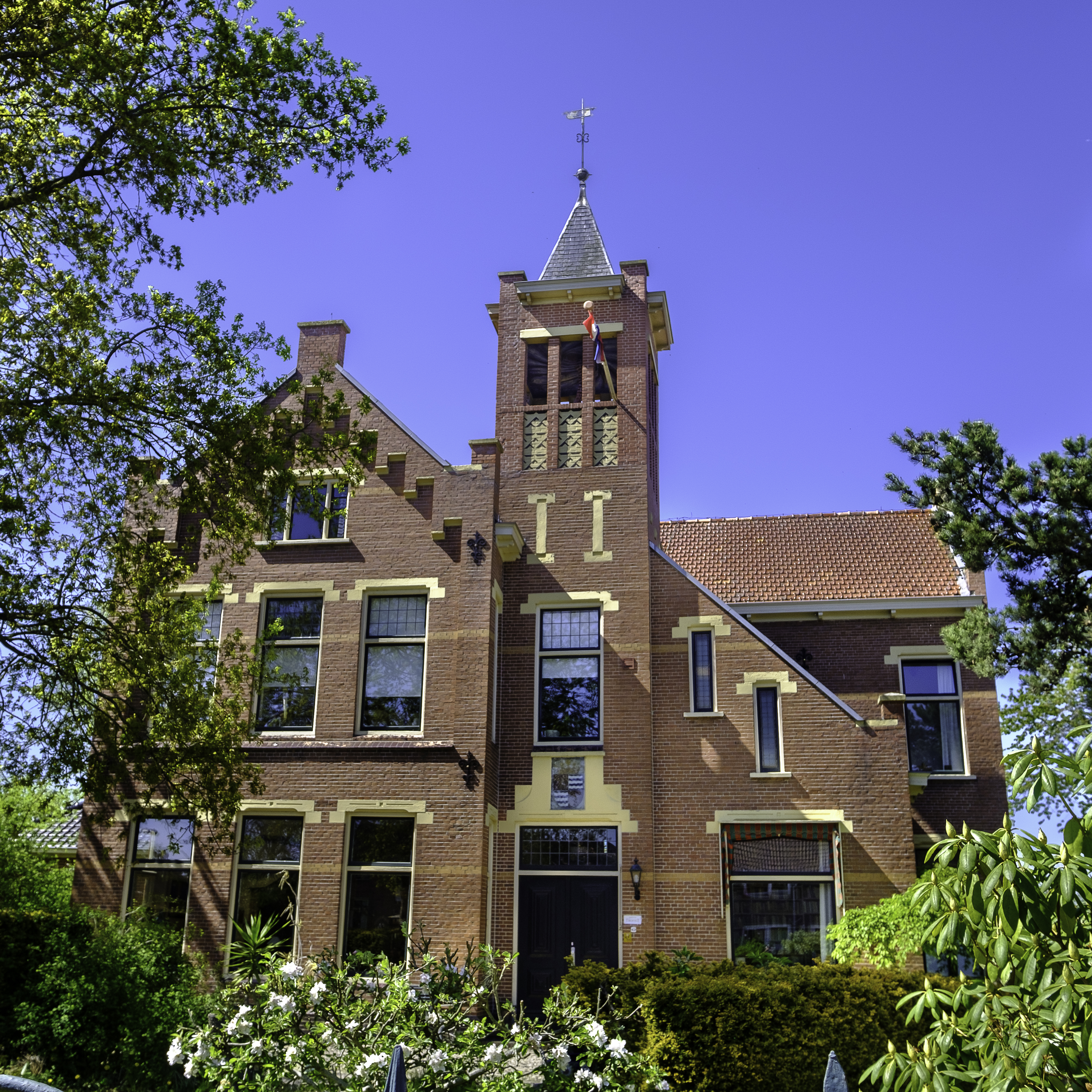
Колишня будівля мерії
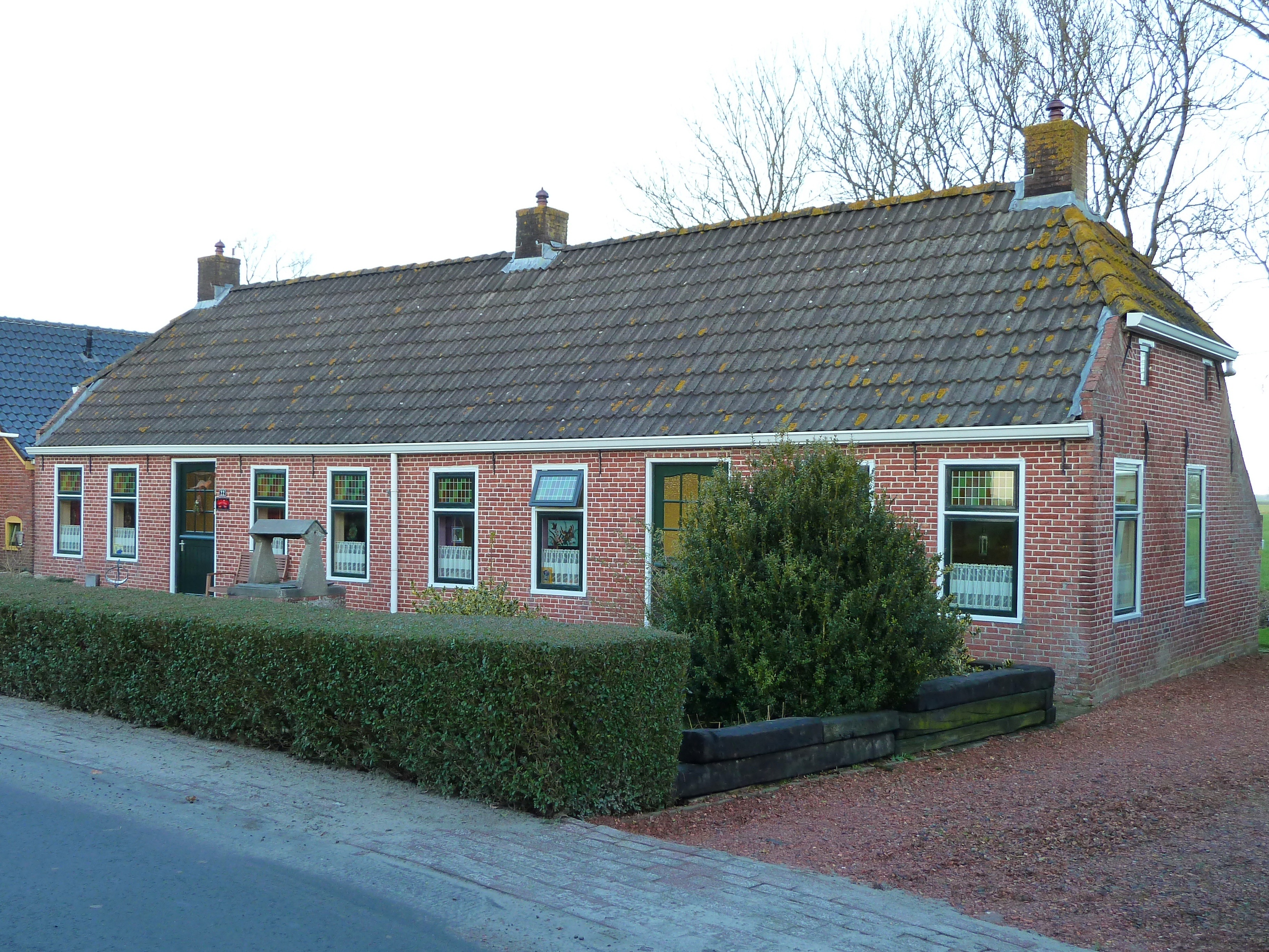